# Sybra devota
Sybra devota es una especie de escarabajo del género Sybra, familia Cerambycidae. Fue descrita científicamente por Pascoe en 1865.
Habita en Indonesia. Mide 6,5-7,8 mm. El período de vuelo de esta especie ocurre en enero.